# The Owl and the Pussycat
Pour le film avec Barbra Streisand et George Segal, voir La Chouette et le Pussycat. Pour sa bande originale, voir The Owl and the Pussycat (bande originale).
The Owl and the Pussycat est un célèbre poème d'Edward Lear basé sur le non-sens et publié en 1871. Sa caractéristique principale est l'utilisation de l'expression runcible spoon (en) (cuillère à long manche ? à manche coudé ?).
En France, ce poème est paru pour la première fois en 1966 sous le titre : Minette et le hibou. Il a été rédité en 1994 sous le titre Féline et le hibou.

## Le poème
Lear écrivit le poème pour Janet Symonds, la fille de son ami, le poète John Addington Symonds, et de sa femme Catherine.
Il met en scène quatre animaux anthropomorphes, le Hibou, la Chatte, le Porcelet et le Dindon, raconte les amours des deux premiers, leur rencontre avec le troisième et leur mariage par le quatrième.
Les petits personnages prennent la mer dans « a beautiful pea-green boat » (« un beau bateau couleur vert pomme »). L'expression « pea-green » se retrouve plusieurs fois dans les écrits de Lear, notamment dans les journaux qui nous sont parvenus.
Le poème fait partie d'une série inachevée : The Children of the Owl and the Pussycat, publiée de manière posthume en 1938.

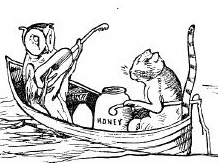
The Owl and the Pussy-cat went to sea In a beautiful pea green boat.
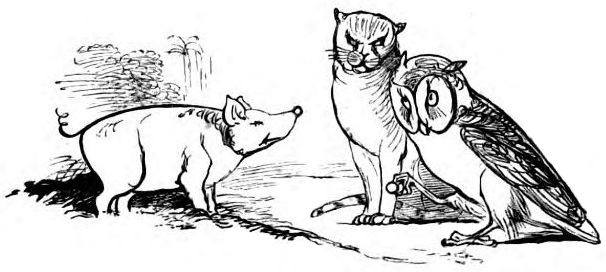
And there in a wood a Piggy-wig stood With a ring at the end of his nose.
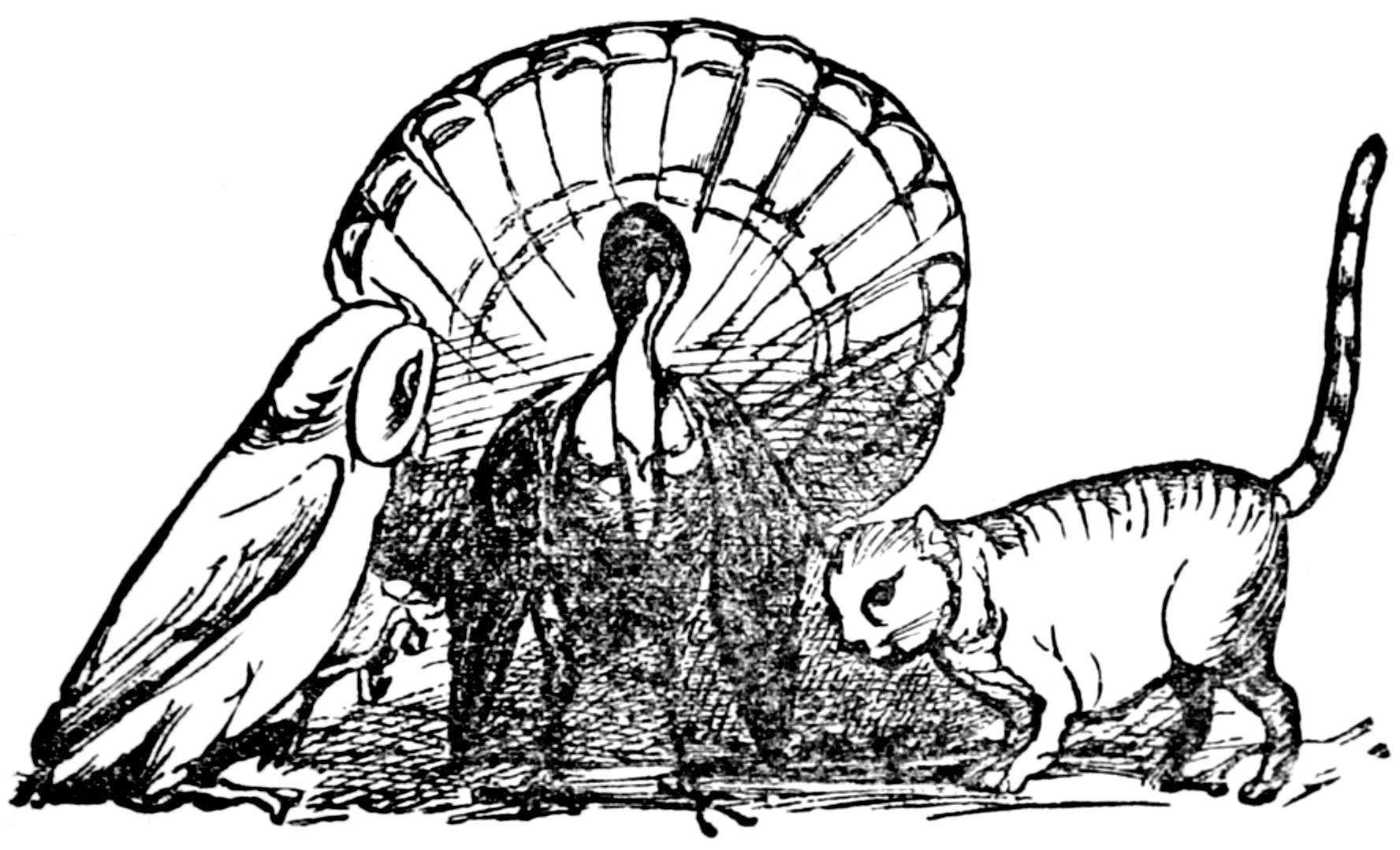
So they took it away, and were married next day By the Turkey who lives on the hill.

## Adaptations
L'histoire a été mise en musique à maintes reprises, notamment par Igor Stravinsky et Laurie Anderson et a fait l'objet de nombreux films d'animation : 
- 1948 : version composée par Elton Hayes (en) et enregistrée en 1953 par Parlophone. Elle devint un succès de l'émission de la BBC Radio, Children's Favourites (en).
- 1952 : cartoon d'Halas et Batchelor.
- 1966 : mise en musique par Igor Stravinsky. Un enregistrement est réalisé sous la supervision du compositeur par Sony.
- 1968 : thème central d'une comédie musicale pour enfants, autour des nonsense poems de Lear, écrite par Sheila Ruskin et David Wood et intitulée The Owl and the Pussycat went to sea (Le Hibou et la Petite Chatte sont partis en mer).
- 1968 : dans le film d'animation de la Disney Company Winnie l'ourson dans le vent repris en 1977 dans Les Aventures de Winnie l'ourson, le personnage de Maître Hibou mentionne l'un de ses parents supposé « avoir été en mer dans un bateau couleur petit pois vert » (« went to sea in a pea-green boat ») avec une Pussycat.
- 1968 : Les deux personnages principaux ont inspiré X the Owl et Henrietta Pussycat dans le  Neighborhood of Make-Believe (en) de Mister Rogers' Neighborhood.
- 1970 : le titre est emprunté pour une pièce de théâtre puis pour un film avec Barbra Streisand and George Segal sans rapport avec le poème.
- 1971 : cartoon basé sur le poème réalisé par Weston Woods (en).
- 1973 : mise en musique par John Rutter. Il s'agit du deuxième mouvement des Five Childhood Lyrics.
- 1994 : Laurie Anderson compose et enregistre une version titrée Beautiful Pea Green Boat intégrée dans l'album Bright Red (en).
- 1996 : Eric Idle, membre des Monty Python's Flying Circus, écrit un livre pour enfants basé sur le poème et  intitulé The Quite Remarkable Adventures of the Owl and the Pussycat. Il raconte une suite où le Hibou et la Petite Chatte sont attaqués par une bande de rats sans scrupules sortis voler des tartes. Illustré par Wesla Weller il est publié sous forme de livre audio qui comporte des chansons de Idle.
- 2004 : Le groupe rock américain Luna emprunte le titre et des éléments du poème pour une de ses chansons sur l'album Rendezvous.

## Parutions en français

### En France
Parutions en France selon la Bibliothèque nationale de France.
- 1966 : Minette et le hibou (The Owl and the pussy-cat)[1] Paris : OZ-Whitman O.D.E.J., coll. : « Collection Vermeil » no 10, illustré par W. Wiesner. Rééditions en 1970 et 1979 : Paris : Éditions des Deux coqs d'or, coll. : Praline[2]

- 1978 : Le Hibou et la minouchette (The Owl and the pussy-cat) Traduit par Henri Parisot ; illustrations de Gwen Fulton ; Paris : Flammarion[3]

- 1994 : Féline et le hibou (The Owl and the pussy-cat) Illustré par Jan Brett, adapté par Marianne Cockenpot ; Paris : Gautier-Languereau,  (ISBN 2-01-390439-8).

### Au Canada
- 2008 : Sire Hibou et dame Chat Traduit par Lucie Papineau ; illustrations de Stéphane Jorisch, Saint-Lambert (Québec) : Dominique et compagnie,  (ISBN 978-2-89512-700-0).